# Federazione di baseball delle Isole Marianne Settentrionali
La Federazione mariannense di baseball (eng. Saipan Baseball League) è un'organizzazione fondata per governare la pratica del baseball e del softball nelle Isole Marianne Settentrionali.
Organizza il campionato maschile e di softball femminile, e pone sotto la propria egida la nazionale maschile e di softball femminile.